# Maurycy Hauke
Maurycy Hauke (en polonais) ou Hans Johann Moritz Hauke (en allemand), également appelé Hauck, Haucke et von Haucke, né le 26 octobre 1775 à Seifersdorf près de Dresde et mort le 29 novembre 1830 à Varsovie, est un officier polonais d'origine saxonne, successivement au service de la république des Deux Nations, des armées de Napoléon et du duché de Varsovie, sous tutelle française, enfin du royaume de Pologne, sous tutelle russe.
Général de division, vice-ministre de la Guerre du royaume de Pologne en 1830, il meurt au début de l'insurrection de 1830-1831 contre le tsar et roi de Pologne Nicolas Ier.
Sa fille Julia, épouse du prince Alexandre de Hesse, est à l'origine de la maison de Battenberg (Mountbatten).

## Biographie

### La famille Hauke
Friedrich Karl Emanuel Hauke (1737–1810), père de Hans Johann Moritz, né à Mayence d'une famille originaire de Wetzlar, exerçait la fonction de secrétaire du comte Brühl à la cour de l'électorat de Saxe, principauté du Saint Empire. Il épouse Maria Salomea Schweppenhäuser (1755–1833), fille de pasteur et femme de chambre du palais Brühl.
La famille s'établit en Pologne à l'époque où la couronne de la république des Deux Nations est détenue par la dynastie des électeurs de Saxe. En 1780, le comte Alois Friedrich von Brühl (de) renonce à ses emplois en Pologne et rentre en Saxe, mais Friedrich Hauke reste à Varsovie où il fonde une école privée.
Après le troisième partage de la Pologne (1795), qui attribue Varsovie au royaume de Prusse, Friedrich Hauke devient, vers 1805, professeur de mathématiques au lycée royal de Varsovie, établissement de langue allemande fondé en 1804.
Le couple a eu six enfants dont Hans Moritz (Maurycy), l'aîné, et Josef (1790–1837), le plus jeune, qui deviendra général dans l'armée impériale russe.

La cour de Pologne à l'époque des partages
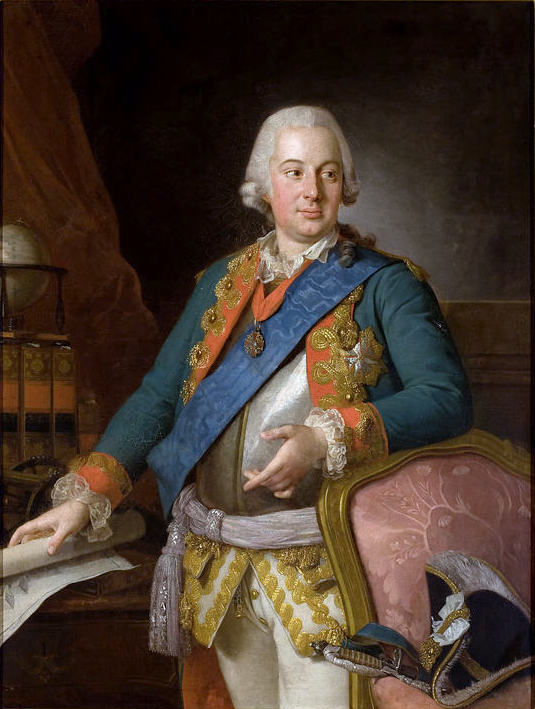
Le comte Alois Friedrich von Brühl, ministre du roi de Pologne, portrait par Per Krafft l'Ancien, 1767
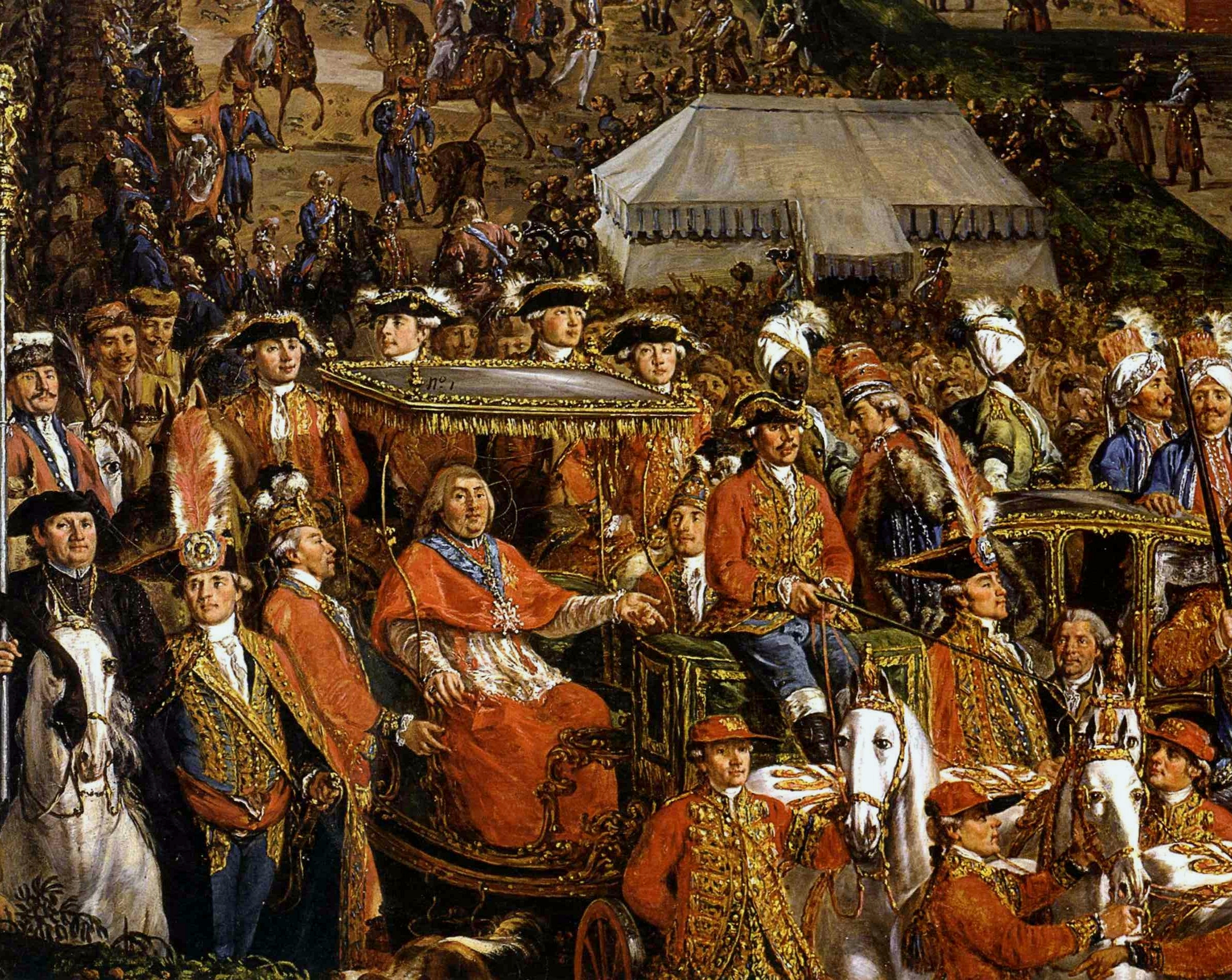
Élection de Stanislas II Auguste par Bernardo Bellotto (détail), 1778

### Carrière au service de la Pologne (1790-1794)
Hans Moritz s'engage en 1790 comme élève-officier d'artillerie dans l'armée polono-lituanienne. En 1794, il participe à l'insurrection de Kościuszko, tentative malheureuse pour s'opposer aux partages de la Pologne entre l'Empire russe, la Prusse et la monarchie autrichienne.
Après avoir combattu dans la défense de Varsovie, il quitte l'armée et travaille comme professeur de géométrie.

### Carrière au service de Napoléon (1798-1813)
En 1798, il s'engage dans la légion polonaise qui combat aux côtés de l'armée française dans la campagne d'Italie contre les Autrichiens. Il est fait prisonnier au siège de Mantoue, puis libéré par la paix de Lunéville en 1801.
En 1807, Napoléon recrée un État polonais sous la forme du duché de Varsovie, sous tutelle de l'Empire français. Hauke est promu lieutenant-colonel le 20 décembre 1806, colonel le 27 décembre 1807, général de brigade en 1811.
Un rapport de mars 1811 le décrit comme un « homme dur et actif » : il est alors gouverneur de Zamość, petite ville au croisement des routes de Lublin, Cracovie et Lviv. La forteresse de Zamość, qui avait appartenu aux comtes Zamoyski, était peu élevée et de conception ancienne : certains de ses canons remontaient aux guerres polono-turques ; de plus, elle avait été fortement endommagée pendant les guerres précédentes. Des travaux permettent de la renforcer.
Il est promu général de division le 3 février 1813, après l'échec de la campagne de Russie en 1812. Alors que la Grande Armée bat en retraite jusqu'en Allemagne, Zamość, défendue par Hauke avec 3 000 hommes et 130 canons, est assiégée à partir du 10 février 1813 par le général russe von Radt avec 7 000 hommes. Elle capitule le 22 décembre 1813. C'est la dernière forteresse polonaise à se rendre.

« La garnison de Zamosc a un peu souffert par le scorbut mais le général de division Hauck, après avoir, dans le printemps dernier, fait une sortie heureuse contre le général russe Rath, a fortement recruté dans les environs, et a porté la garnison, qui n'était originellement que de 1 200 hommes, à 3 000, et a approvisionné cette place pour long-temps ; de sorte que si l'on se tient au blocus, cette place tiendra encore long-temps. »

Les Polonais dans les guerres napoléoniennes
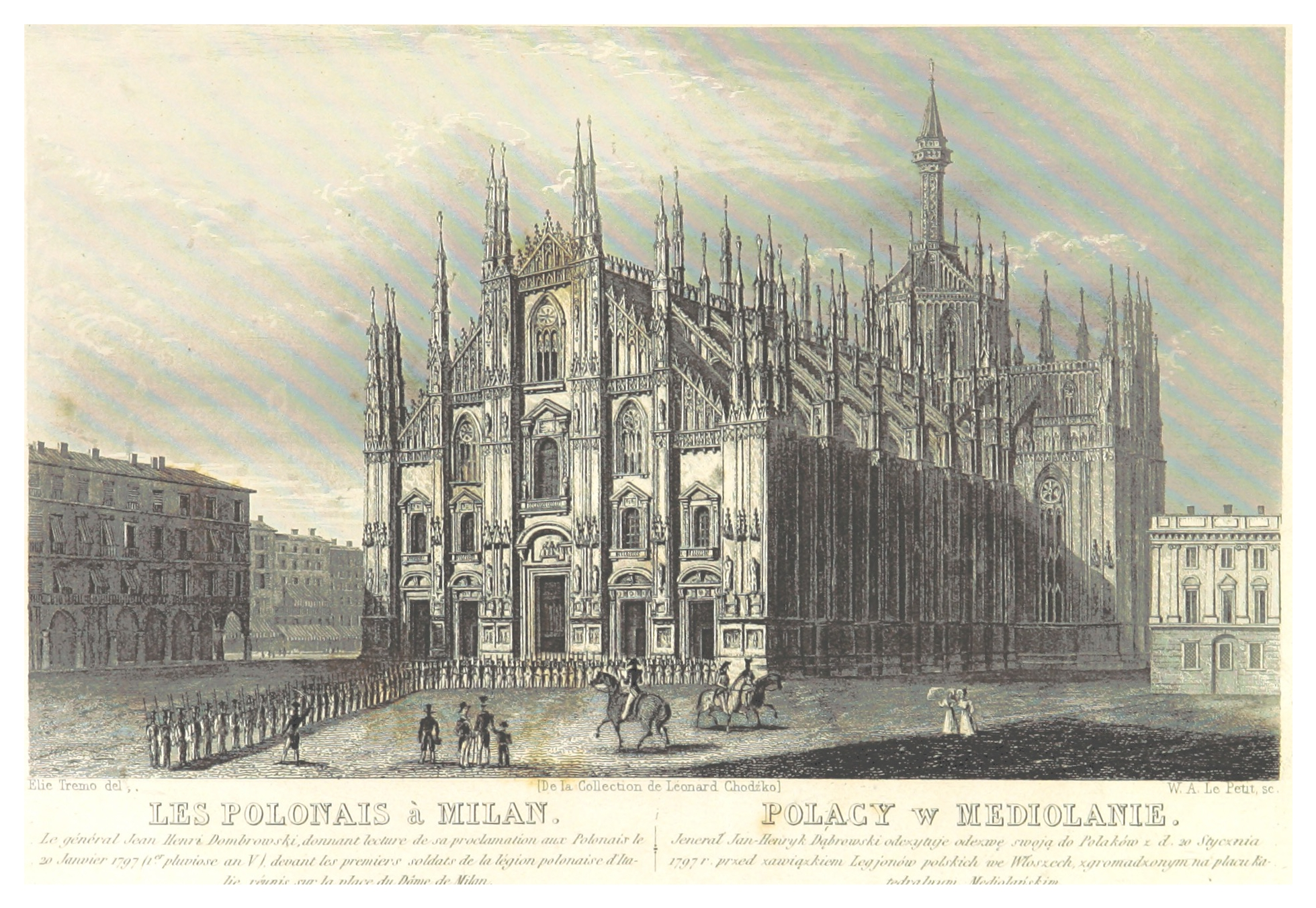
La légion polonaise à Milan en 1797, gravure de Leonard Chodźko, La Pologne, 1839
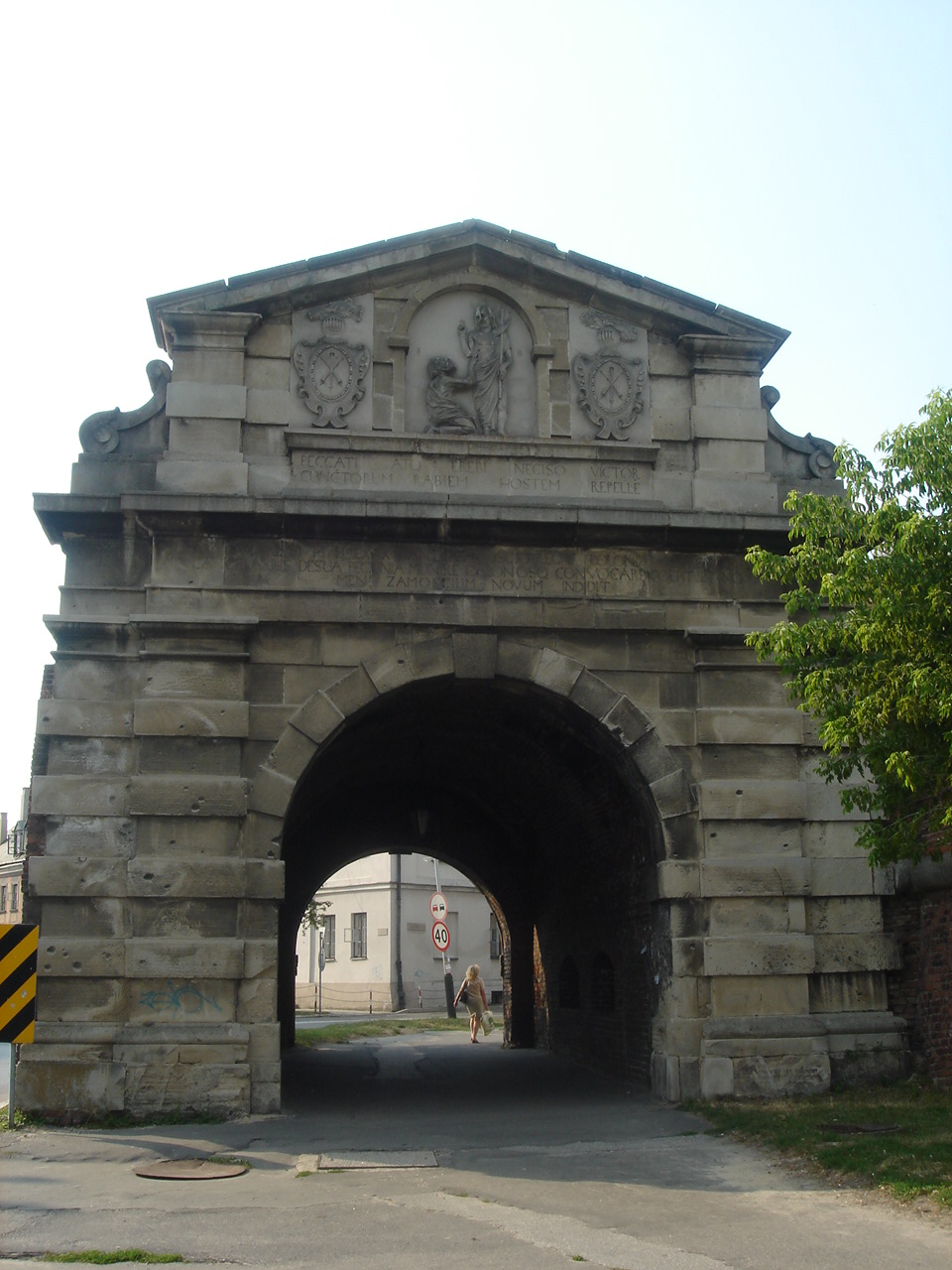
La vieille porte de Lviv à Zamość
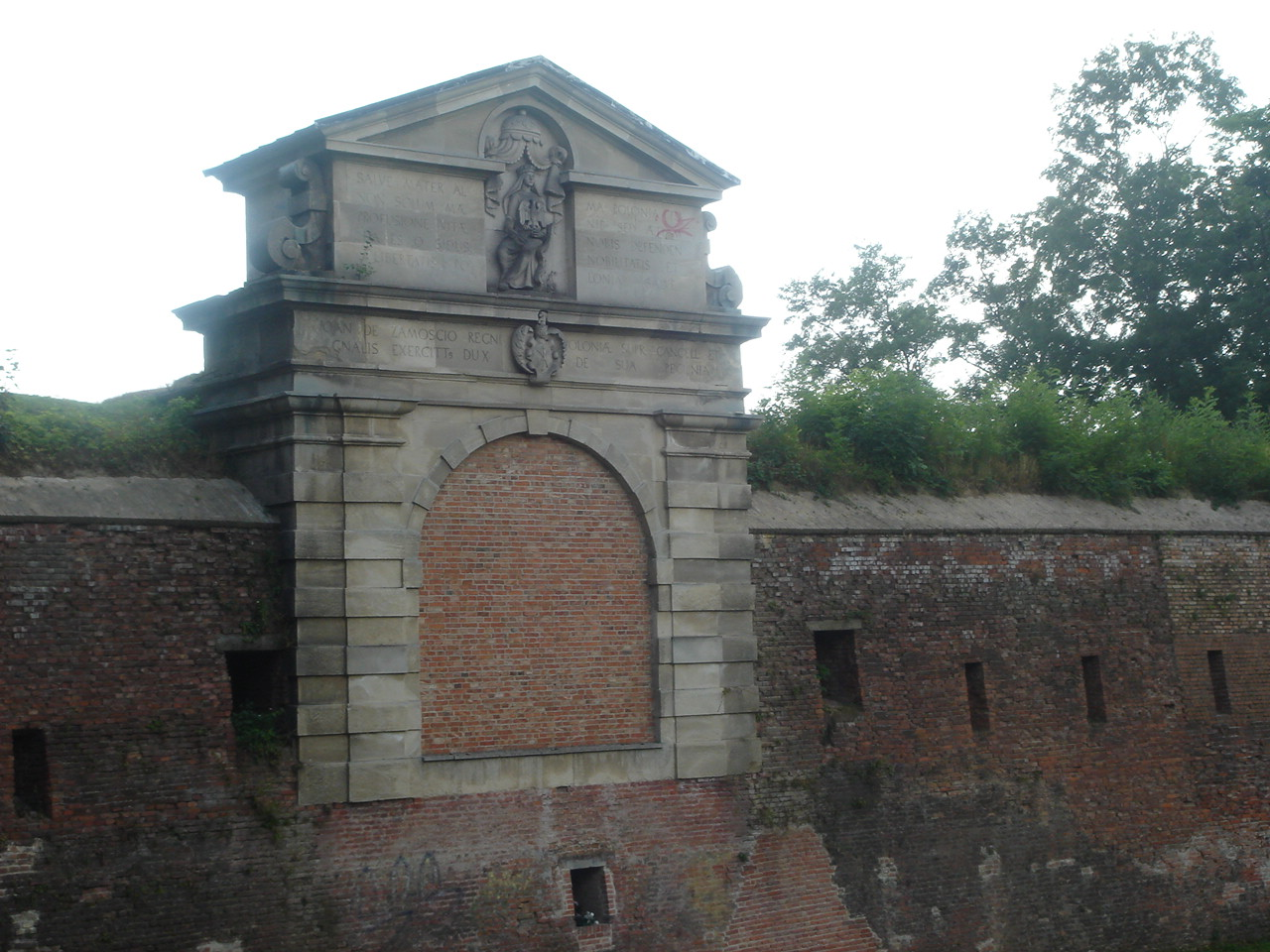
La vieille porte de Lublin à Zamość
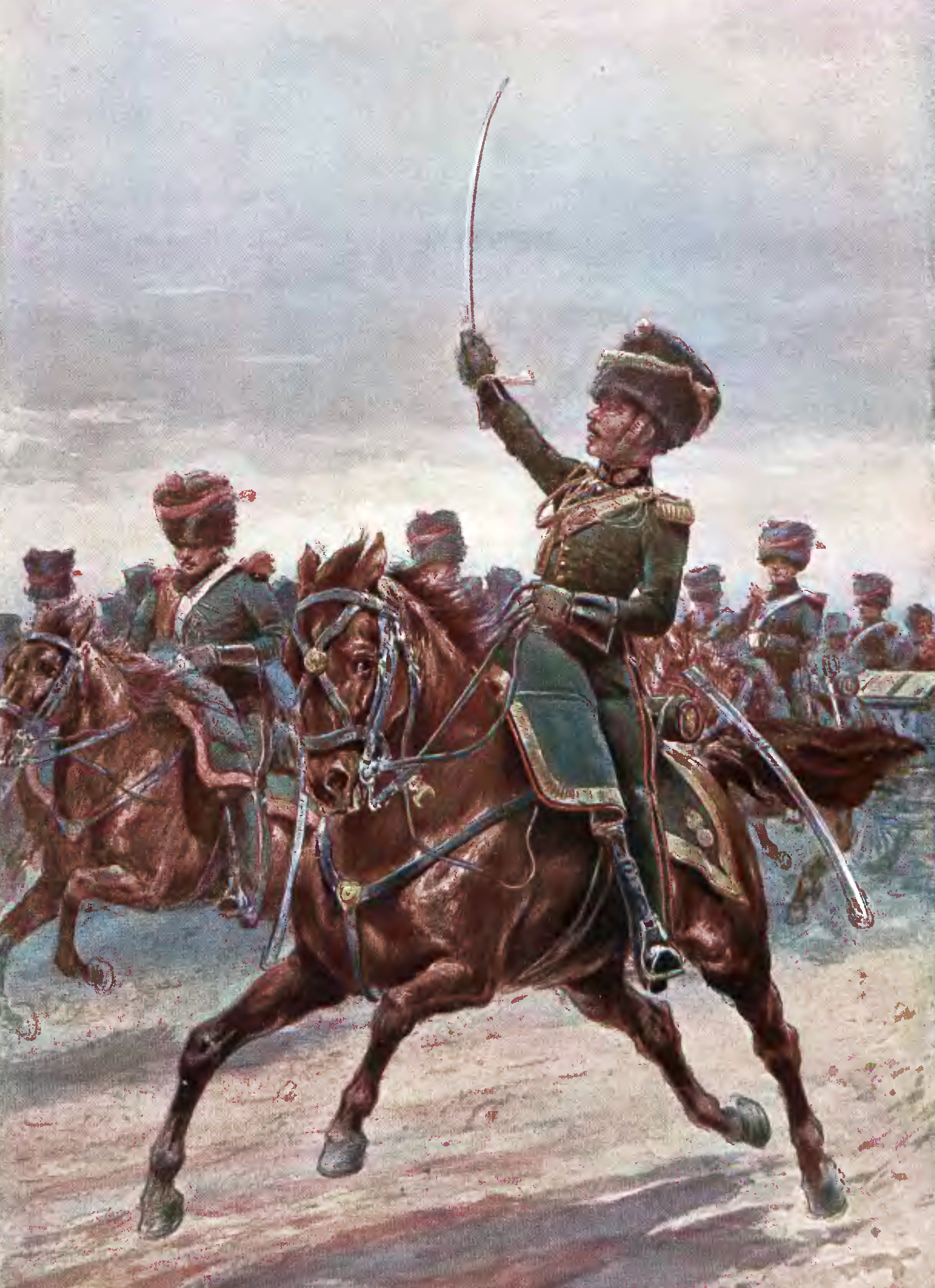
Artillerie à cheval du duché de Varsovie, par Bronisław Gembarzewski, 1905

### Carrière dans le royaume de Pologne (1815-1830)

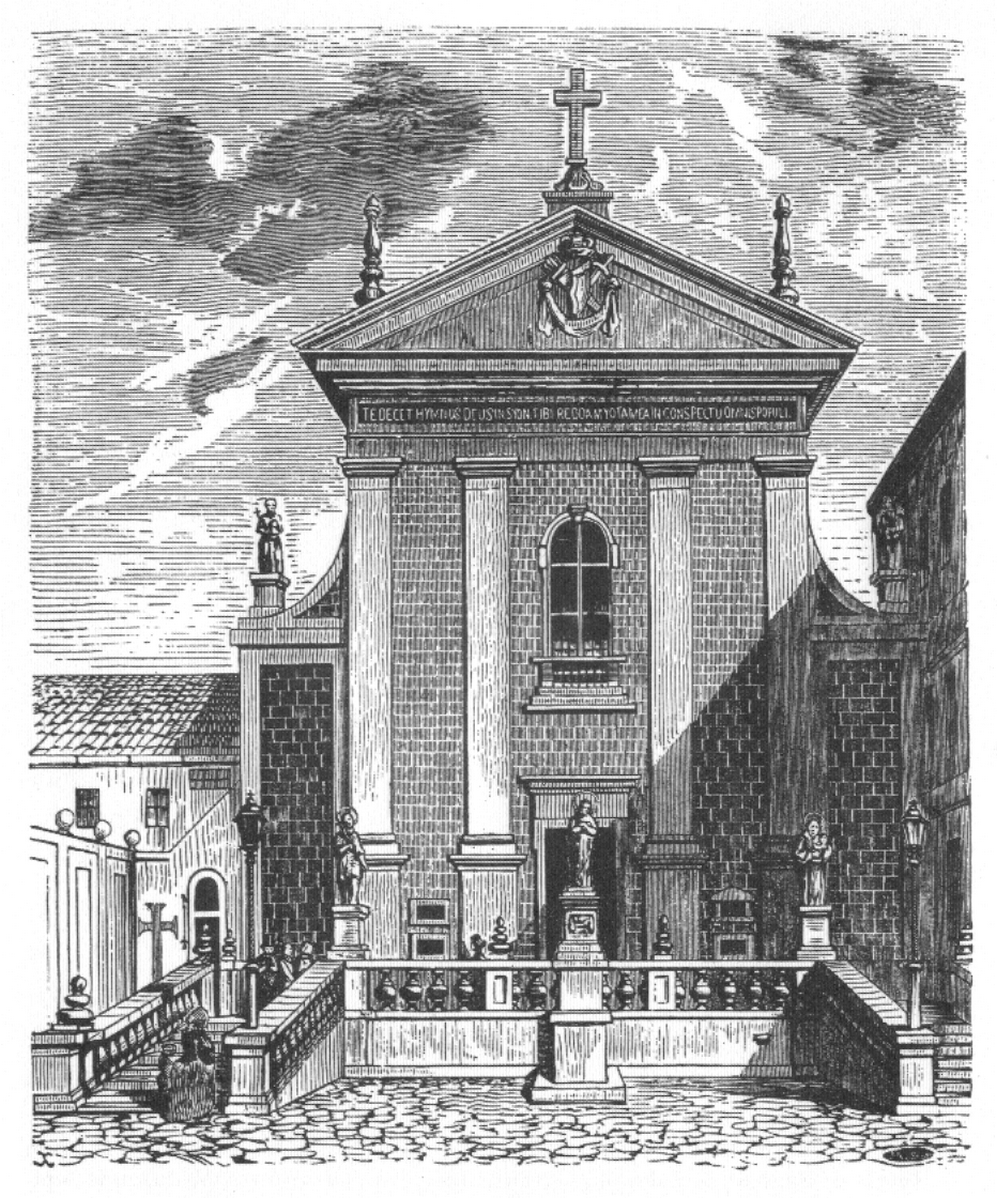
Église des capucins de Varsovie, gravure de Michał Starkman (1855)

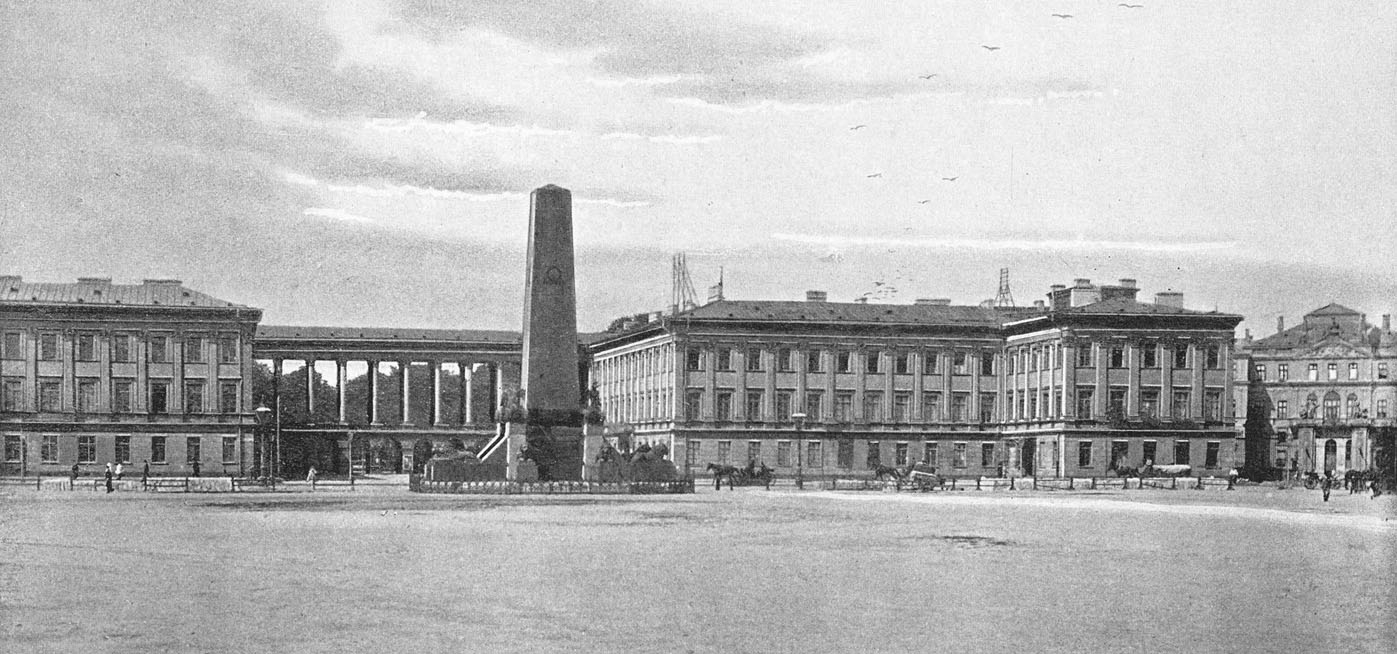
Obélisque des Sept Généraux devant le palais de Saxe à Varsovie (photographié avant 1899)

En 1815, Hauke reprend du service dans l'armée du royaume de Pologne, que le congrès de Vienne a créé à partir du duché de Varsovie et attribué au tsar Alexandre Ier.
En 1826, Nicolas Ier, successeur d'Alexandre, l'anoblit au titre de la noblesse polonaise en même temps que ses frères Ludwig August (1779–1851) et Josef. En 1829, Hauke est élevé au rang de comte et nommé vice-ministre de la Guerre du royaume de Pologne.
Lorsque l'insurrection éclate à Varsovie le 29 novembre 1830, Hauke (à cheval), accompagnant le carrosse où se trouve sa famille, rencontre un groupe d'élèves-officiers insurgés. Sollicité de se joindre à eux, Hauke refuse et essaie au contraire de les convaincre de rentrer dans leur caserne. Il est tué par des coups de feu, puis ses décorations russes sont arrachées, mais pas les décorations polonaises ni françaises.
Maurycy Hauke, sa femme (morte l'année suivante) et ses frères sont enterrés dans la crypte de l'église des capucins de Varsovie. En 1841, Nicolas Ier fait élever un obélisque à sa mémoire et à celle de cinq autres généraux polonais « restés fidèles à leur souverain » : ce monument, honni par les nationalistes, sera détruit en 1917.

## Mariage et descendance

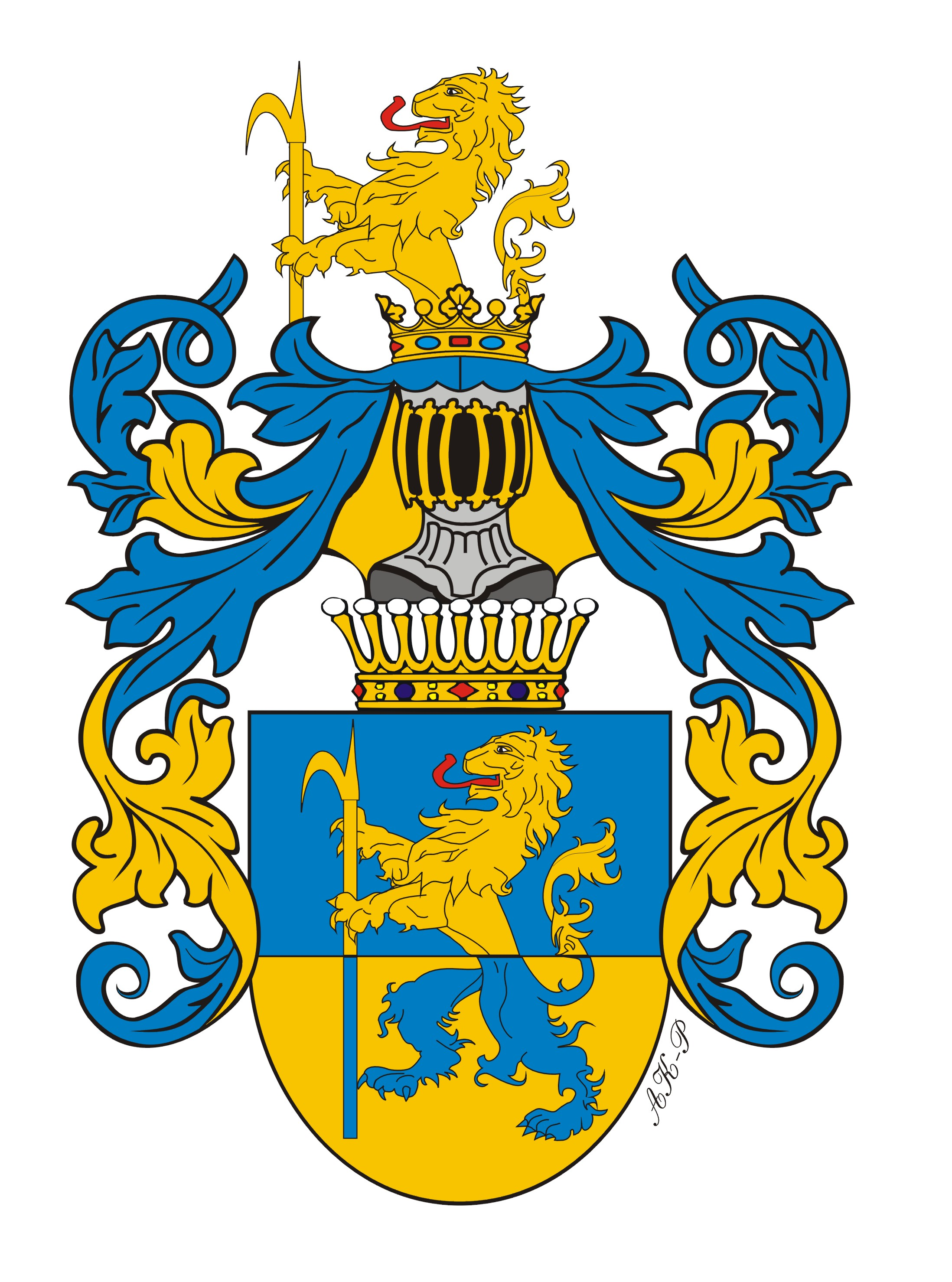
Armoiries des comtes Hauke-Bosak

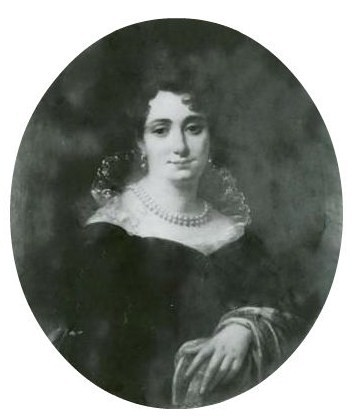
Sophie Hauke (1790-1831) par Alexander Molinari (1830)

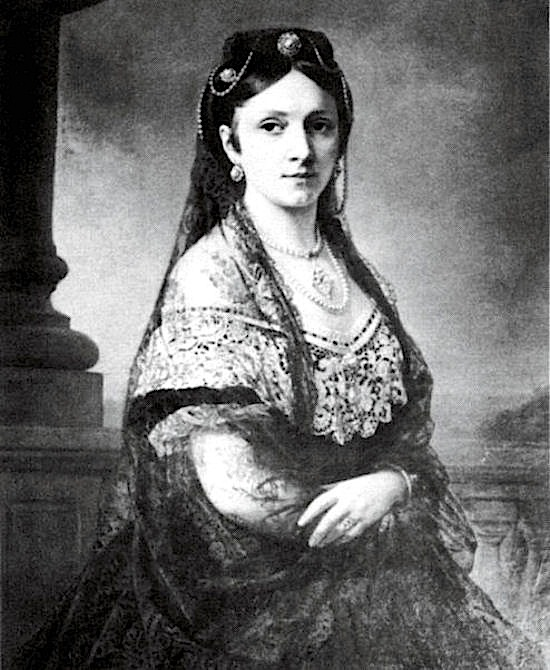
La comtesse Julia Hauke de Battenberg en costume polonais (1855)

Maurycy Hauke avait épousé Sophie Lafontaine (1790-1831), fille du médecin militaire Franz Leopold Lafontaine (1756-1812).
Après sa mort, ses filles Sophie Salomea (1816–1863), Émilie (1821-1890) et Julia (1825-1895) deviennent pupilles du tsar. Sophie épouse son cousin, le général comte Aleksander Jan Hauke (pl). Émilie épouse le baron germano-balte Karl Stackelberg.
Ses fils Maurycy Napoleon Hauke (pl) (1808-1852), Władysław (1812–1852) et Józef (1814–1831) rejoignent les insurgés. Józef est tué au cours de la bataille d'Ostrołęka le 18 mai 1831. Après la défaite de l'insurrection (septembre 1831), Maurycy Napoleon et Władysław émigrent aux États-Unis. Tous deux meurent à la Nouvelle-Orléans en 1852.
Ses deux plus jeunes fils, Wincenty (1817–1863) et Konstanty (1819–1840) servent dans l'armée russe, l'un comme cuirassier, l'autre comme hussard. Konstanty meurt noyé au cours d'un exercice.
Julia Hauke (souvent appelée par erreur « von Hauke ») épouse en 1851 le prince Alexandre de Hesse : le grand-duc de Hesse crée pour elle à cette occasion le titre de comtesse, puis princesse de Battenberg. Elle est à l'origine de la lignée princière de Battenberg-Mountbatten d'où sont issus Alexandre de Battenberg, premier roi de Bulgarie à l'époque moderne, Victoire Eugénie de Battenberg, reine d'Espagne, Louis Mountbatten, dernier vice-roi britannique de l'empire des Indes et le prince Philip, duc d’Édimbourg, mari et cousin germain de la reine Élisabeth II du Royaume-Uni.